# Borgoj
Borgoj (ros. Боргой) – wieś (ułus) w Rosji, w Buriacji, w rejonie dżydińskim. W 2010 liczyła 586 mieszkańców.